# Protogênia (filha de Deucalião)
Protogênia, na mitologia grega, é uma filha de Deucalião e Pirra.
Deucalião e Pirra tiveram três filhos: o primeiro foi Heleno, que alguns dizem ser filho de Zeus, Anfictião, que reinou na Ática e Protogênia.
Com Zeus, Protogênia foi mãe de Étlio, o pai de Endimião.